# 松布尔河
松布尔河（法語：Sombre，法語發音：[sɔ̃bʁ] ⓘ）是法国新阿基坦大区科雷兹省的河流，是多爾多涅河的右支流，长13.4千米，发源自松布尔河畔拉法日，于圣梅尔德拉普洛流入多尔多涅河。